# Marche vasútállomásainak listája

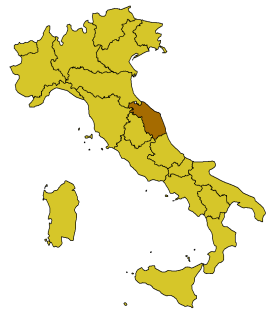
Marche régió elhelyezkedése

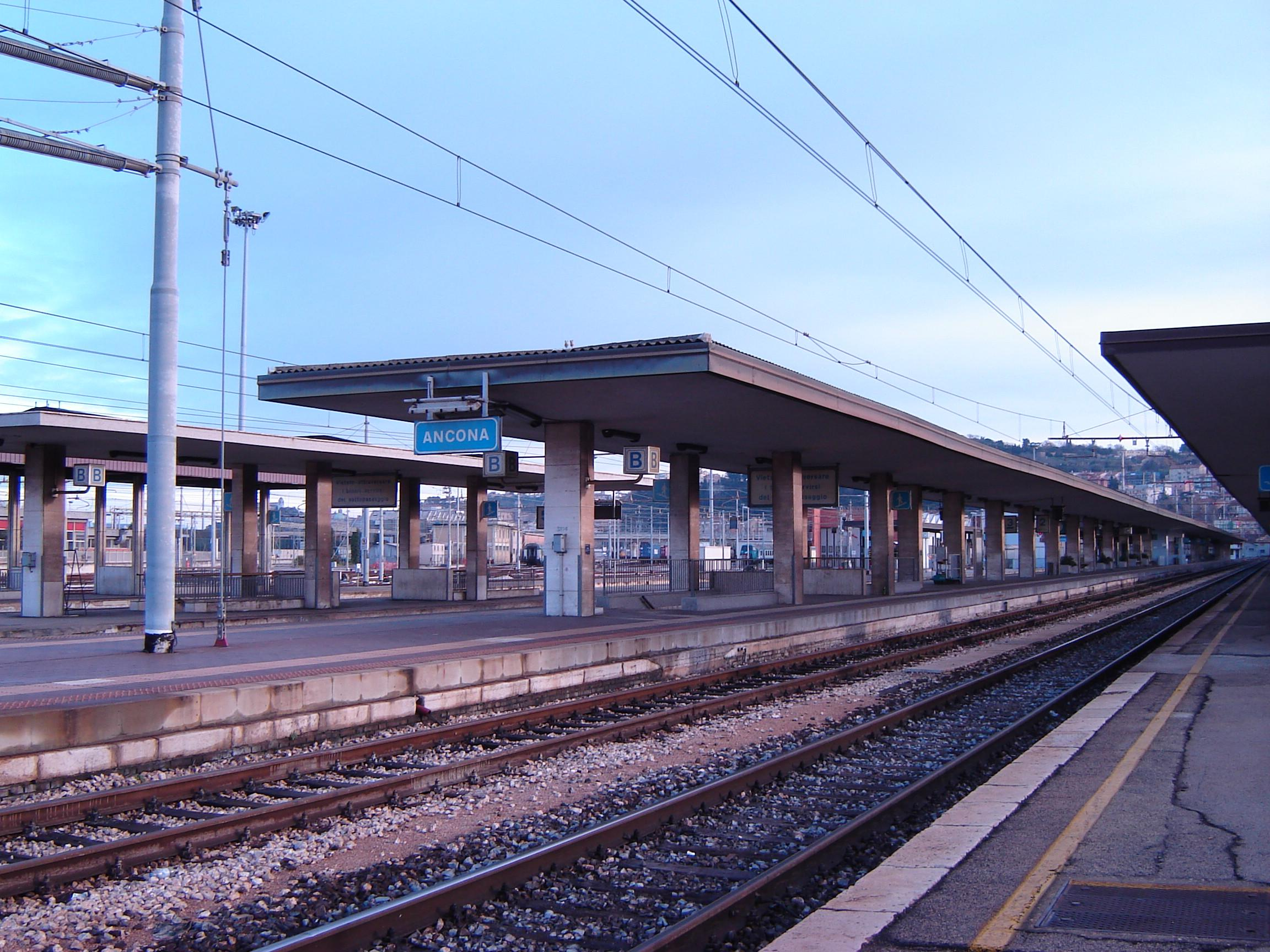
Stazione di Ancona

Ez a lista az olasz Marche régió vasútállomásait sorolja fel ábécé sorrendben.

## A lista
| Állomás neve                               | Cím                                              | Közigazgatási egység     | Megye | Hálózat       | Kategória |
| ------------------------------------------ | ------------------------------------------------ | ------------------------ | ----- | ------------- | --------- |
| Stazione di Albacina                       | loc. Borgo Tufico, 51                            | Fabriano                 | AN    | RFI           | bronz     |
| Stazione di Ancona                         | Piazza Fratelli Rosselli                         | Ancona                   | AN    | Centostazioni | arany     |
| Stazione di Ancona Marittima               | Via Banchina Giovanni Da Chio                    | Ancona                   | AN    | RFI           | ezüst     |
| Stazione di Ancona Stadio                  | Via Varano                                       | Ancona                   | AN    | RFI           | bronz     |
| Stazione di Ancona Torrette                | fraz. Torrette - Via Flaminia                    | Ancona                   | AN    | RFI           | ezüst     |
| Stazione di Ascoli Piceno                  | Piazza della Stazione, 1                         | Ascoli Piceno            | AP    | Centostazioni | ezüst     |
| Stazione di Camerano-Aspio                 | Via Farfisa                                      | Camerano                 | AN    | RFI           | bronz     |
| Stazione di Castelferretti                 | fraz. Castelferretti - Via della Stazione, 53    | Falconara Marittima      | AN    | RFI           | bronz     |
| Stazione di Castelplanio-Cupramontana      | Via della Stazione, 8                            | Castelplanio             | AN    | RFI           | bronz     |
| Stazione di Castelraimondo-Camerino        | Piazzale Vittoria, 3                             | Castelraimondo           | MC    | RFI           | ezüst     |
| Stazione di Cerreto d'Esi                  | Via XXIV Maggio                                  | Cerreto d’Esi            | AN    | RFI           | bronz     |
| Stazione di Chiaravalle                    | Via Circonvallazione                             | Chiaravalle              | AN    | RFI           | ezüst     |
| Stazione di Civitanova Marche-Montegranaro | Piazza Rosselli                                  | Civitanova Marche        | MC    | RFI           | ezüst     |
| Stazione di Corridonia-Mogliano            | Contrada Peschiera, 11                           | Macerata                 | MC    | RFI           | bronz     |
| Stazione di Cupra Marittima                | Piazza Stazione, 1                               | Cupra Marittima          | AP    | RFI           | bronz     |
| Stazione di Fabriano                       | Piazzale XX Settembre                            | Fabriano                 | AN    | RFI           | ezüst     |
| Stazione di Falconara Marittima            | Via Flaminia, 567                                | Falconara Marittima      | AN    | RFI           | ezüst     |
| Stazione di Falconara Stadio               | Via Stadio                                       | Falconara Marittima      | AN    | RFI           | bronz     |
| Stazione di Fano                           | Piazzale della Stazione, 1                       | Fano                     | PU    | RFI           | ezüst     |
| Stazione di Gagliole                       | loc. Selvalagli                                  | Gagliole                 | MC    | RFI           | bronz     |
| Stazione di Genga-San Vittore Terme        | Via Marconi, 1                                   | Genga                    | AN    | RFI           | bronz     |
| Stazione di Grottammare                    | Piazza Stazione                                  | Grottammare              | AP    | RFI           | bronz     |
| Stazione di Jesi                           | Viale Trieste                                    | Jesi                     | AN    | RFI           | ezüst     |
| Stazione di Loreto                         | Piazzale G. Malchiodi, 7                         | Loreto                   | AN    | RFI           | ezüst     |
| Stazione di Macerata                       | Piazza XXV Aprile, 10                            | Macerata                 | MC    | Centostazioni | ezüst     |
| Stazione di Macerata Fontescodella         | Via G. Di Pietro                                 | Macerata                 | MC    | RFI           | bronz     |
| Stazione di Maltignano                     | Via Marino del Tronto, 172                       | Ascoli Piceno            | AP    | RFI           | bronz     |
| Stazione di Marino del Tronto-Folignano    | Via Stazione Marino del Tronto, 108              | Ascoli Piceno            | AP    | RFI           | bronz     |
| Stazione di Marotta-Mondolfo               | Piazzale della Stazione, 1                       | Mondolfo                 | PU    | RFI           | ezüst     |
| Stazione di Marzocca                       | fraz. Marzocca - S.S. Adriatica                  | Senigallia               | AN    | RFI           | bronz     |
| Stazione di Matelica                       | Viale Roma, 63                                   | Matelica                 | MC    | RFI           | bronz     |
| Stazione di Monsampolo del Tronto          | fraz. Pagliara del Tronto - Viale De Gasperi, 37 | Monsampolo del Tronto    | AP    | RFI           | bronz     |
| Stazione di Montecarotto-Castelbellino     | Via Gramsci, 58                                  | Castelbellino            | AN    | RFI           | bronz     |
| Stazione di Montecosaro                    | Piazzale Stazione, 2                             | Montecosaro              | MC    | RFI           | bronz     |
| Stazione di Montemarciano                  | Via Giacomo Leopardi, 1                          | Montemarciano            | AN    | RFI           | bronz     |
| Stazione di Monteprandone                  | fraz. Centobuchi - Via Mazzini, 39               | Monteprandone            | AP    | RFI           | bronz     |
| Stazione di Morrovalle-Monte San Giusto    | Via XXIX Giugno, 2                               | Morrovalle               | MC    | RFI           | bronz     |
| Stazione di Offida-Castel di Lama          | Via della Stazione, 25                           | Castel di Lama           | AP    | RFI           | bronz     |
| Stazione di Osimo-Castelfidardo            | S.S. 16 Adriatica                                | Osimo                    | AN    | RFI           | bronz     |
| Stazione di Palombina                      | Fraz Palombina - Via Flaminia, 363               | Ancona                   | AN    | RFI           | bronz     |
| Stazione di Pantiere di Castelbellino      | Fraz- Pantiere - Via Pantiere                    | Castelbellino            | AN    | RFI           | bronz     |
| Stazione di Pedaso                         | Piazza Stazione FS, 2                            | Pedaso                   | AP    | RFI           | bronz     |
| Stazione di Pesaro                         | Viale Falcone e Borsellino, 3                    | Pesaro                   | PU    | Centostazioni | arany     |
| Stazione di Pollenza                       | Via S.Lucia, 90                                  | Pollenza                 | MC    | RFI           | bronz     |
| Stazione di Porto d'Ascoli                 | Via Turati                                       | San Benedetto del Tronto | AP    | RFI           | ezüst     |
| Stazione di Porto Recanati                 | Piazzale della Stazione                          | Porto Recanati           | MC    | RFI           | ezüst     |
| Stazione di Porto Sant'Elpidio             | Piazza della Repubblica, 12                      | Porto Sant’Elpidio       | AP    | RFI           | ezüst     |
| Stazione di Porto San Giorgio-Fermo        | Piazza G. Matteotti, 4                           | Porto San Giorgio        | AP    | RFI           | ezüst     |
| Stazione di Potenza Picena-Montelupone     | Piazzale della Stazione, 7                       | Potenza Picena           | MC    | RFI           | bronz     |
| Stazione di San Benedetto del Tronto       | Viale Gramsci, 22                                | San Benedetto del Tronto | AP    | RFI           | ezüst     |
| Stazione di San Claudio                    | Via Trodica di Morrovalle, 24                    | Corridonia               | MC    | RFI           | bronz     |
| Stazione di San Filippo                    | Via Erasmo Mari                                  | Ascoli Piceno            | AP    | RFI           | bronz     |
| Stazione di San Severino Marche            | Piazza Don Minzoni, 9                            | San Severino Marche      | MC    | RFI           | ezüst     |
| Stazione di Senigallia                     | Viale Bonopera, 48                               | Senigallia               | AN    | RFI           | ezüst     |
| Stazione di Serra San Quirico              | Via Clementina, 126                              | Serra San Quirico        | AN    | RFI           | bronz     |
| Stazione di Spinetoli-Colli                | Via Accesso alla Stazione, 38                    | Spinetoli                | AP    | RFI           | bronz     |
| Stazione di Spinetoli Villa San Pio X      | Via Molino (Contrada Villa S.Pio X)              | Spinetoli                | AP    | RFI           | bronz     |
| Stazione di Tolentino                      | Piazza G. Marconi, 1                             | Tolentino                | MC    | RFI           | ezüst     |
| Stazione di Urbisaglia-Sforzacosta         | Via Ciccolini, 9                                 | Macerata                 | MC    | RFI           | bronz     |
| Stazione di Varano                         | fraz. Varano - Via di Passo Varano               | Ancona                   | AN    | RFI           | bronz     |